# Centzon Huitznáhuac

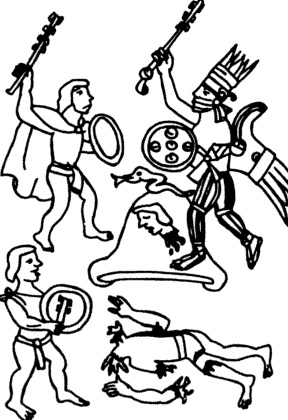
La derrota de Centzon Huitznáhuac por Huitzilopochtli en el Códice Florentino.

Los Centzon Huitznáhuac (en náhuatl: centzonhuītznāhuac lit. «cuatrocientos biznagas», pronunciado [sent͡sonwiːtsˈnaːwak]) en la mitología mexica son los dioses de las estrellas meridionales o del sur, los hijos de Coatlicue,  diosa de la fertilidad, patrona de la vida y de la muerte, hermanos de la diosa lunar Coyolxauhqui que los regía.

## Etimología
Proviene de las raíces -cetzon[tli] ‘cuatrocientos’ y -huitznahuac ‘biznaga’, palabra que a su vez se compone de huitztli ‘espina’ y -nahuac ‘rodeado de’/‘cerca de’.

## Mito
Cuando la diosa Coatlicue fue fecundada por una pluma, su hija mayor, Coyolxauhqui, y sus hijos, los Centzon Huitznáhuac, lo consideraron deshonroso y despreciable, fue entonces cuando la diosa lunar guio a sus hermanos, las estrellas meridionales a la montaña de Coatépec, donde Coatlicue se encontraba ya embarazada para matarla, pero uno de ellos llamado Quauitlícac se alió con el hijo nonato de Coatlicue, Huitzilopochtli, y le avisó de cuándo y dónde estos dioses estelares y su hermana se estaban acercando para cometer el matricidio, y así fue que el plan no tuvo éxito al ser delatados antes de llegar a Coatépec y pudo nacer Huitzilopochtli ya adulto, armado listo para la batalla, por lo que pudo derrotar y desmembrar a su hermana, exterminando a casi todos los Centzon Huitznáhuac.

### Interpretación
El mito, de manera simbólica, representa la llegada del Sol como el nacimiento Huitzilopochtli, y la desaparición de las estrellas del firmamento como el asesinato de los Centzon Huitznáhuac.